# Adenosma ternata
Adenosma ternata är en grobladsväxtart som beskrevs av Francis Whittier Pennell. Adenosma ternata ingår i släktet Adenosma och familjen grobladsväxter. Inga underarter finns listade i Catalogue of Life.